# 陈堂杰
陈堂杰（Chen Tang Jie，1998年1月5日—），馬來西亞男子羽毛球運動員，現役馬來西亞國家羽毛球隊成員，他曾与杜依蔚赢得2016年世青赛混双季军。

## 簡歷

### 早年及出道
2017年10月，陳堂杰從八大灵羽球俱樂部加入到國家隊并與奧運會混雙亞軍吳柳螢搭檔。他認為加入國家隊難免會有點壓力，但這能夠提升其個人的水平和在國際賽的競爭力，而富大賽經驗的搭檔也能激勵他成為更成功的球員。国羽混双总教练陈仪慧認為，陳堂杰是一位很勤劳和具有潜质的新人，期望吳柳螢能帮忙提携。

### 2016年：世青賽混双季軍
2016年7月，陈堂杰代表马来西亚隊出戰泰國曼谷舉行的亚洲青年羽毛球錦標賽，在率先進行的混合团体赛中，止步于八强；而在雙打賽中，陈堂杰与陳康樂則在半準決賽不敌韩国的金元昊/李幽琳，同样遭遇止步于八强。同年11月，他再次代表马来西亚隊出戰西班牙毕尔巴鄂舉行的世界青年羽毛球錦標賽，在率先進行的混合团体赛中，马来西亚队取得银牌；而在雙打賽事中，陈堂杰与杜依蔚則在準决赛不敌中国组合，无缘决赛。

### 2017年：國際賽首冠
2017年7月，陳堂杰與苏伟译出戰馬來西亞羽毛球國際系列賽，在男双决赛以0比2（22-24、19-21）不敌赛会头号种子、队友的李健亿/林政廷，赢得亚军。同年8月，他與苏伟译出戰懷卡托羽毛球國際賽，在男双决赛以1比2（16-21、21-17、19-21）不敌中华台北强档的蘇力瑋/葉宏蔚，赢得亚军。同年11月，他與吳柳螢出戰印度羽毛球國際系列賽，在混双決賽以2比0（21-19、21-13）擊敗了赛会8号种子、印度强档的羅漢·卡普爾/库胡尔·加尔格，赢得成年组赛事冠军，这也是他們僅搭檔1個月的首冠。吳柳螢在賽後表示「很高興能重新回到比賽，雖只是小比賽，但卻是很好的平台，讓我找回比賽的感覺。」，吳柳螢也稱讚陳堂杰「和堂杰合作挺有趣，我期望他能如陳炳順一樣，但這並不公平，我得帶領他，雖然他還缺乏自信，但相信隨著經驗累積，他會越來越好。」同期11月，他與吳柳螢出戰印度羽毛球國際挑戰賽，在混双準决赛以0比2（16-21、15-21）不敌中国香港强档的張德正/吳詠瑢。

### 2018年
2018年1月，陳堂杰與白燕薇出戰泰國羽毛球大師賽，在混双準决赛以0比2（19-21、13-21）不敌赛会7号种子、泰国强档的德差蓬·保乌拉努科/普蒂塔·素帕猜恭。同年4月，他與白燕薇出戰馬來西亞羽毛球國際挑戰賽，在混双决赛以2比1（12-21、23-21、21-13）击败了印尼强档的安迪卡·拉馬迪安斯亞/米歇尔·克里斯廷·班达索，赢得成年组赛事冠军，亦是他首个國際挑戰賽混双冠军。同年7月，他與白燕薇出戰俄羅斯羽毛球公開賽，在混双準决赛以1比2（19-21、21-11、20-22）不敌赛会2号种子、印度强档的羅漢·卡普爾/库胡尔·加尔格。同年8月，他分别與萬緯聰以及白燕薇出戰西班牙羽毛球大師賽，在男双準决赛以0比2（11-21、17-21）不敌韩国强档的金基正/李龍大；而混双準决赛以0比2（10-21、18-21）不敌赛会4号种子、丹麦强档的尼克拉斯·诺尔/萨拉·蒂格森。同年10月，他與白燕薇出戰中華台北羽毛球公開賽，在混双準决赛以1比2（21-12、18-21、12-21）不敌中华台北强档的楊博軒/吳玓蓉。

## 主要比賽成績
只列出曾進入準決賽的國際賽事成績：
| 年份   | 賽事                     | 公開賽級別 | 項目     | 搭檔   | 成績   |
| ------ | ------------------------ | ---------- | -------- | ------ | ------ |
| 2016年 | 世界青年羽毛球錦標賽     | 其他       | 混合團體 | －     | 亞軍   |
| 2016年 | 世界青年羽毛球錦標賽     | 其他       | 混合雙打 | 杜颐沩 | 季軍   |
| 2017年 | 馬來西亞羽毛球國際系列賽 | 國際系列賽 | 男子雙打 | 苏伟译 | 亞軍   |
| 2017年 | 懷卡托羽毛球國際賽       | 國際系列賽 | 男子雙打 | 苏伟译 | 亞軍   |
| 2017年 | 印度羽毛球國際系列賽     | 國際系列賽 | 混合雙打 | 吳柳螢 | 冠軍   |
| 2017年 | 印度羽毛球國際挑戰賽     | 國際挑戰賽 | 混合雙打 | 吳柳螢 | 準決賽 |
| 2018年 | 泰國羽毛球大師賽         | 超級300賽  | 混合雙打 | 白燕薇 | 準決賽 |
| 2018年 | 馬來西亞羽毛球國際挑戰賽 | 國際挑戰賽 | 混合雙打 | 白燕薇 | 冠軍   |
| 2018年 | 俄羅斯羽毛球公開賽       | 超級100賽  | 混合雙打 | 白燕薇 | 準決賽 |
| 2018年 | 西班牙羽毛球大師賽       | 超級300賽  | 男子雙打 | 萬緯聰 | 準決賽 |
| 2018年 | 西班牙羽毛球大師賽       | 超級300賽  | 混合雙打 | 白燕薇 | 準決賽 |
| 2018年 | 中華台北羽毛球公開賽     | 超級300賽  | 混合雙打 | 白燕薇 | 準決賽 |
| 2019年 | 馬來西亞羽毛球國際系列賽 | 國際系列賽 | 男子雙打 | 谢炜杰 | 準決賽 |
| 2019年 | 秋田羽毛球大師賽         | 超級100賽  | 混合雙打 | 白燕薇 | 準決賽 |
| 2019年 | 印度羽毛球國際挑戰賽     | 國際挑戰賽 | 男子雙打 | 鍾鴻健 | 準決賽 |
| 2019年 | 孟加拉羽毛球國際挑戰賽   | 國際挑戰賽 | 男子雙打 | 鍾鴻健 | 準決賽 |
| 2021年 | 蘇迪曼盃                 | 其他       | 混合團體 | －     | 季軍   |
| 2022年 | 印度羽毛球公開賽         | 超級500賽  | 混合雙打 | 白燕微 | 亞軍   |
| 2022年 | 東南亞運動會羽毛球比賽   | 其他       | 男子團體 | －     | 銀牌   |
| 2022年 | 東南亞運動會羽毛球比賽   | 其他       | 混合雙打 | 白燕微 | 金牌   |
| 2022年 | 孟加拉羽毛球國際挑戰賽   | 國際挑戰賽 | 混合雙打 | 杜颐沩 | 冠軍   |
| 2022年 | 馬來西亞羽毛球國際挑戰賽 | 國際挑戰賽 | 混合雙打 | 杜颐沩 | 亞軍   |
| 2023年 | 伊朗羽毛球國際挑戰賽     | 國際挑戰賽 | 混合雙打 | 杜颐沩 | 冠軍   |
| 2023年 | 奧爾良羽毛球大師賽       | 超級300賽  | 混合雙打 | 杜頤溈 | 冠軍   |
| 2023年 | 蘇迪曼盃                 | 其他       | 混合團體 | －     | 季軍   |
| 2023年 | 新加坡羽毛球公開賽       | 超級750賽  | 混合雙打 | 杜頤溈 | 準決賽 |
| 2023年 | 台北羽毛球公開賽         | 超級300賽  | 混合雙打 | 杜頤溈 | 冠軍   |
| 2023年 | 中國羽毛球公開賽         | 超級1000賽 | 混合雙打 | 杜頤溈 | 準決賽 |
| 2023年 | 北極羽毛球公開賽         | 超級500賽  | 混合雙打 | 杜頤溈 | 準決賽 |
| 2023年 | 韓國羽毛球大師賽         | 超級300賽  | 混合雙打 | 杜頤溈 | 準決賽 |
| 2024年 | 泰國羽毛球大師賽         | 超級300賽  | 混合雙打 | 杜頤溈 | 亞軍   |
| 2024年 | 瑞士羽毛球公開賽         | 超級300賽  | 混合雙打 | 杜頤溈 | 亞軍   |
| 2024年 | 馬來西亞羽毛球大師賽     | 超級500賽  | 混合雙打 | 杜頤溈 | 準決賽 |
| 2024年 | 韓國羽毛球公開賽         | 超級500賽  | 混合雙打 | 杜頤溈 | 冠軍   |
| 2024年 | 香港羽毛球公開賽         | 超級500賽  | 混合雙打 | 杜頤溈 | 準決賽 |
| 2024年 | 中國羽毛球大師賽         | 超級750賽  | 混合雙打 | 杜頤潙 | 準決賽 |
| 2024年 | 世界羽聯世界巡迴賽總決賽 | 總決賽     | 混合雙打 | 杜頤潙 | 亞軍   |
| 2025年 | 馬來西亞羽毛球公開賽     | 超級1000賽 | 混合雙打 | 杜頤溈 | 準決賽 |
| 2025年 | 印度羽毛球公開賽         | 超級750賽  | 混合雙打 | 杜頤溈 | 準決賽 |
| 2025年 | 台北羽毛球公開賽         | 超級300賽  | 混合雙打 | 曾雯詩 | 準決賽 |
| 2025年 | 印尼羽毛球公開賽         | 超級1000賽 | 混合雙打 | 杜頤溈 | 準決賽 |
| 2025年 | 日本羽毛球公開賽         | 超級750賽  | 混合雙打 | 杜頤溈 | 準決賽 |
| 2025年 | 澳門羽球公開賽           | 超級300賽  | 混合雙打 | 杜頤溈 | 準決賽 |

| 2007-2017年 | 首要超級賽 | 超級賽 | 黃金大獎賽 | 大獎賽 | 國際挑戰賽 | 國際系列賽 | 未來系列賽 | 其他 |

| 2018-2026年 | 總決賽 | 超級1000賽 | 超級750賽 | 超級500賽 | 超級300賽 | 超級100賽 | 國際挑戰賽 | 國際系列賽 | 未來系列賽 | 其他 |

### 奧運會和世錦賽參賽紀錄
|          | 搭檔   | 2022 | 2023 | 2024 |
| -------- | ------ | ---- | ---- | ---- |
| 混合雙打 | 白燕微 | 32強 | －   | －   |
| 混合雙打 | 杜頤溈 | －   | 8強  | 8強  |

## 個人生活
陈堂杰的父親來自臺灣桃園，母親是馬來西亞華人，雙親皆為客家人；胞姊曾是州羽球代表隊成員，在臺灣讀大學。